# Odubel Herrera
David Odubel Herrera (né le 29 décembre 1991 dans l'État de Zulia au Venezuela) est un joueur de champ extérieur des Phillies de Philadelphie de la Ligue majeure de baseball.

## Carrière
Odubel Herrera, un jeune joueur de deuxième but, signe en 2008 à l'âge de 16 ans son premier contrat professionnel pour 160 000 dollars US avec les Rangers du Texas. Il joue 6 ans, de 2009 à 2014, aux postes de deuxième but et d'arrêt-court en ligues mineures dans l'organisation des Rangers. À la fin de sa dernière saison, il commence à jouer au champ extérieur en plus de l'avant-champ. Il est réclamé par les Phillies de Philadelphie au repêchage de la règle 5 du 11 décembre 2014.
Au terme du camp d'entraînement du printemps 2015, Herrera est choisi pour commencer la saison des Phillies dans leur effectif de 25 joueurs et on lui assigne le poste de champ centre. Il fait ses débuts dans le baseball majeur le 6 avril 2015 face aux Red Sox de Boston. Son premier coup sûr dans les majeures, le 11 avril 2015, est un double contre Tanner Roark des Nationals de Washington qui donne en 10e manche une victoire de 3-2 aux Phillies. Il réussit son premier coup de circuit le 11 mai suivant aux dépens du lanceur Mark Melancon des Pirates de Pittsburgh. Herrera s'avère une heureuse surprise pour les Phillies à sa saison recrue en 2015, alors qu'il maintient une moyenne au bâton de ,297 en 147 matchs joués.